# Rotor s reaktivním pohonem

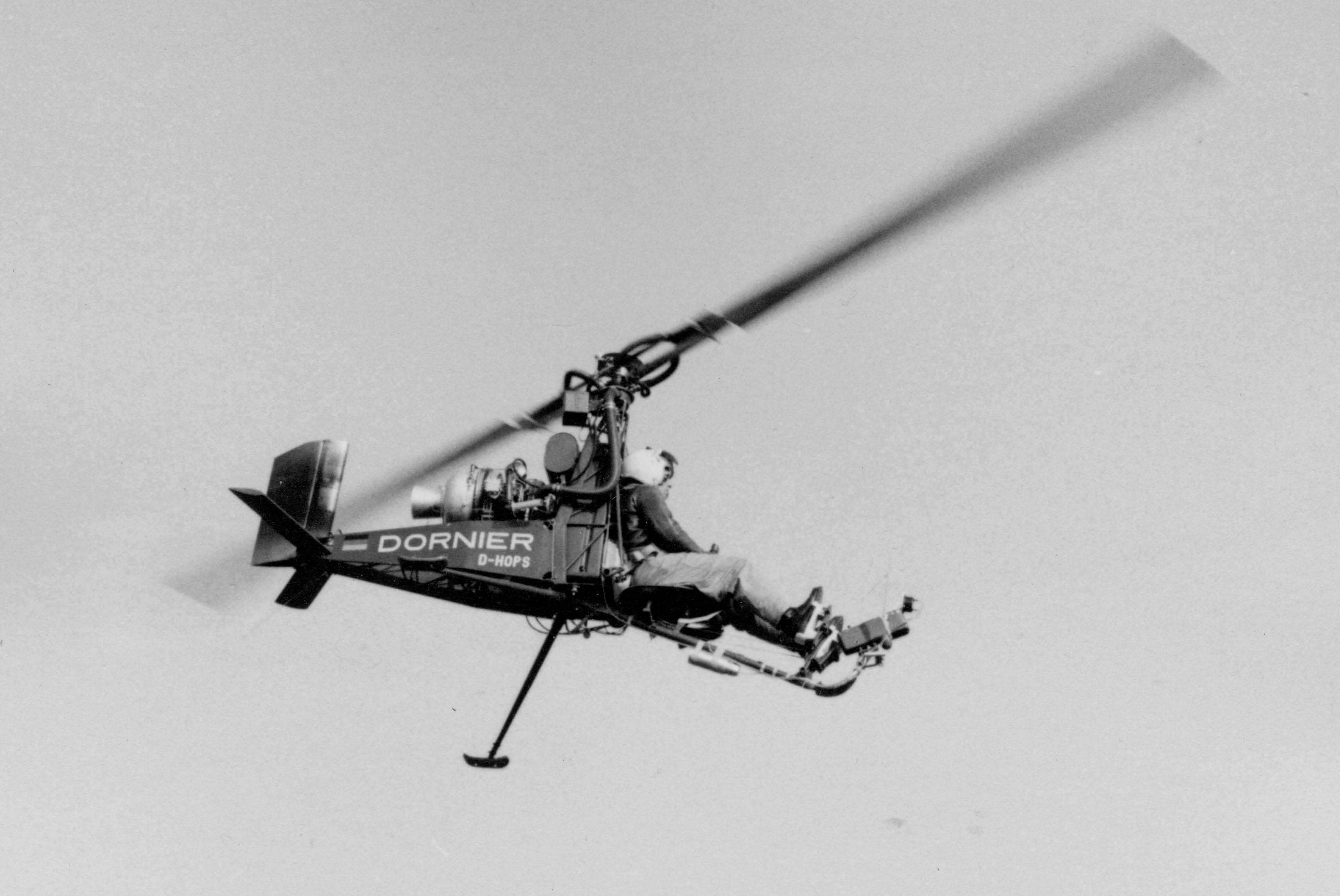
Dornier Do 32

Rotor s reaktivním pohonem je tvořen tryskami na špičkách listů horizontálně rotujících nosných ploch některých vrtulníků. Tyto trysky, orientované ve směru tečen, rotor roztáčejí podobně, jako se točí některé typy rotujících ohňostrojů (tzv. kateřinských kol). Koncové trysky mohou při konstrukci vrtulníku nahradit obvyklý hřídelový pohon nosného rotoru a mají tu výhodu, že na drak letadla nepřenášejí žádný reakční krouticí moment. Takový vrtulník proto nepotřebuje vyrovnávací rotor.

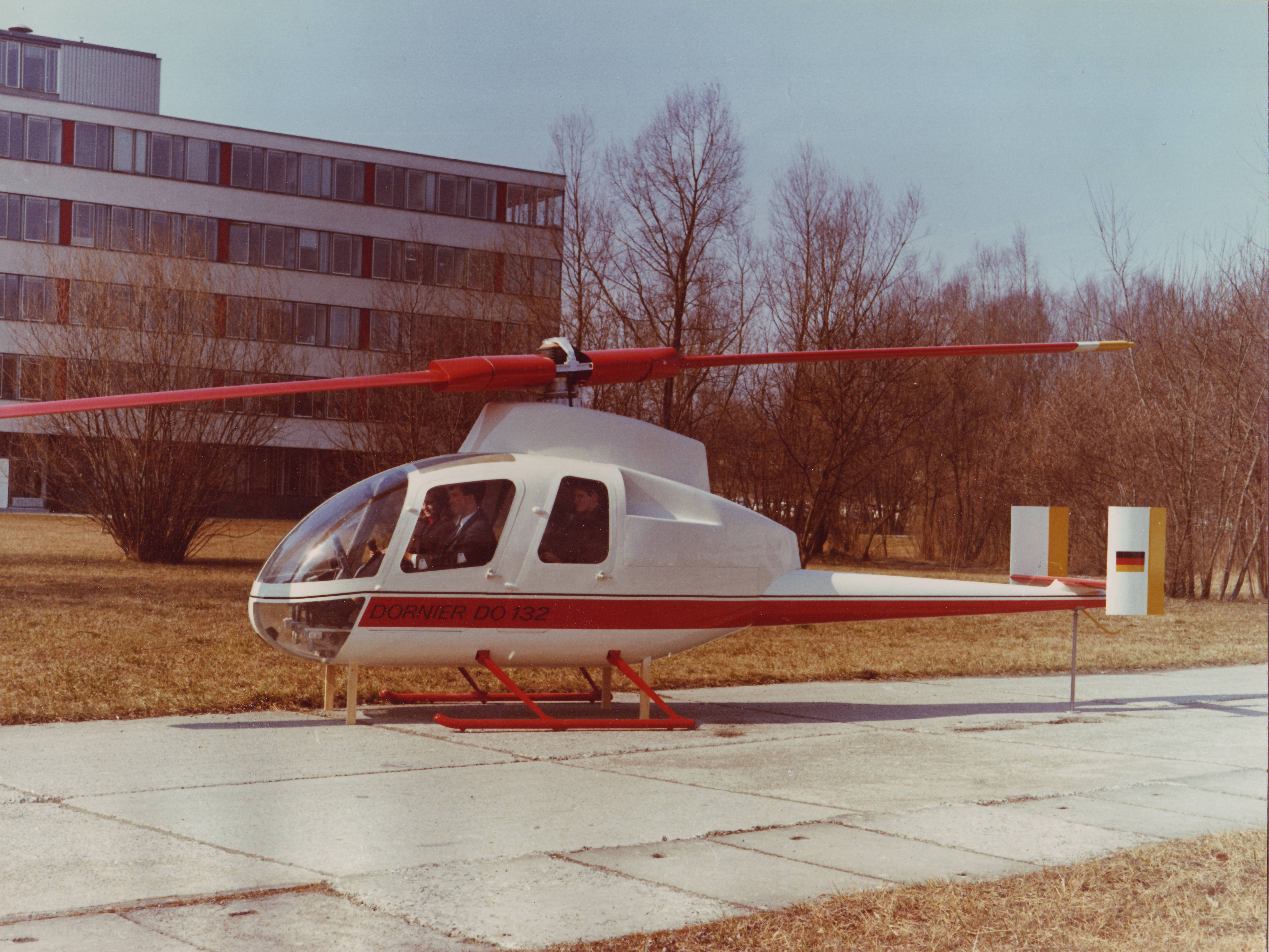
Dornier Do 132

Pro vytvoření tahu mohou koncové trysky užívat stlačeného vzduchu, který dodává samostatný motor s kompresorem. Stlačený vzduch je veden dutým hřídelem a dutými listy rotoru do trysek na jejich koncích. Jiné systémy fungují podobně jako přídavné spalování (forsáž) konvenčních proudových motorů s tím rozdílem, že místo dodatečného ohřevu horkých výtokových plynů slouží jako primární ohřívač, který vytváří větší tah než samotný proud předem stlačeného vzduchu. Jiná konstrukční řešení zahrnují náporové tryskové motory, nebo dokonce úplné proudové motory. Některé systémy, známé jako raketa na rotoru, jsou založeny na raketových motorech umístěných na špičkách listů rotoru; takové motory jsou napájeny z palivových nádrží na palubě vrtulníku.

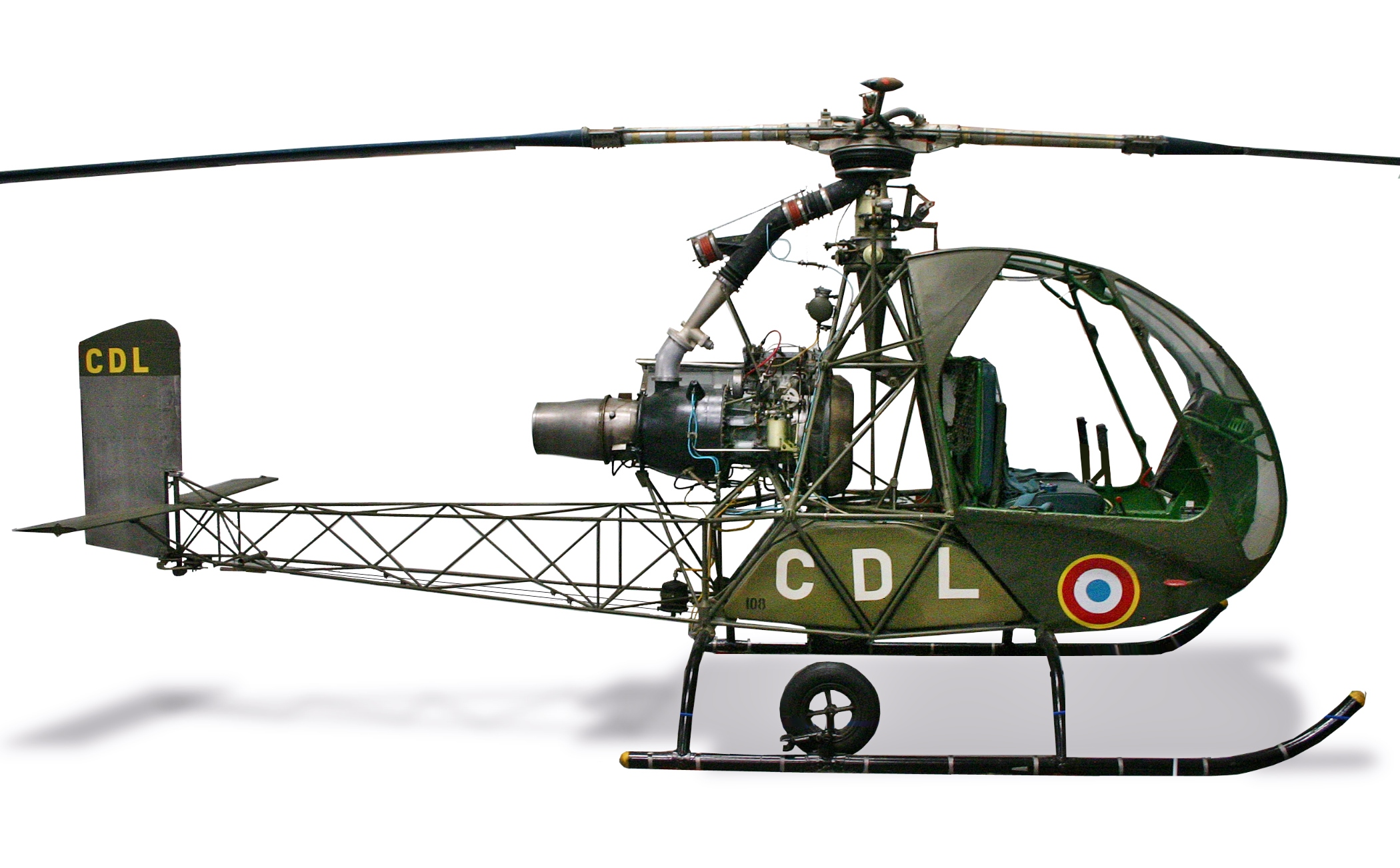
Sud-Ouest Djinn

Stlačený vzduch obecně vychází z chladných koncových trysek při dosti vysokých teplotách vyvolaných ohřevem během své komprese, tyto trysky se však označují jako „chladné“, aby se odlišily od trysek, ve kterých hoří palivo kvůli dalšímu ohřevu vzduchu a zvýšení tahu. Takové trysky se pak nazývají „horké“. Trysky na koncích listů rotoru zvyšují jeho moment hybnosti, což vede k jeho vyšší kinetické energii při rotaci a to v případě poruchy motoru vrtulníku trochu usnadňuje jeho bezpečné přistání autorotací. Koncové trysky však také vytvářejí nezanedbatelný přídavný odpor vzduchu. S tím souvisí vyšší rychlost klesání a to znamená, že zbývá jen malý prostor pro chyby v konečné fázi přistávacího manévru vrtulníku.

## Historie
První úspěšná zkouška rotoru s reaktivním pohonem se uskutečnila již v roce 1842. Vynálezce hasicího přístroje, W. H. Philipps, provozoval model bez posádky o hmotnosti 20 kg vypuzováním směsi paliva se vzduchem na koncích rotoru. Model skutečně vzlétl, nebyl však řízen a byl zničen, když havaroval. Konstrukcí rotoru s reaktivním pohonem se kolem r. 1910 zabýval rakouský filosof Ludwig Wittgenstein během svého studia letecké techniky na univerzitě v Manchesteru. Ve 20. letech minulého století použil italský konstruktér V. Isacco malé pístové motory s vrtulemi na koncích rotujících listů své helicogyry (varianta vírníku) a předvídal, že mohou být nahrazeny tryskami
Během 2. světové války navrhl rakouský průkopník vrtulníků Friedrich von Doblhoff pro německé válečné loďstvo vrtulník poháněný náporovými motory. Prvním takovým vrtulníkem s reaktivně poháněným rotorem byl v r. 1943 typ WNF 342 V1. Po válce skončily dva prototypy WNF 342 V1 v rukou Američanů a Doblhoff nastoupil k firmě McDonnell Douglas, kde poté vzniklo experimentální letadlo McDonnell XV-1, které bylo svými letovými vlastnostmi blízké konvertoplánům.
Dalším konstruktérem, který skutečně vyrobil rotory s reaktivním pohonem, byl August Stephan[nedostupný zdroj]. Nastoupil k britskému výrobci letadel Fairey Aviation Company Limited, kde v letech 1954 a 1957 poprvé vzlétly vrtulníky Fairey Jet Gyrodyne a Fairey Rotodyne. Mezi první průkopníky rotorů s reaktivním pohonem patří i Eugene Michael Gluhareff, rodák z Petrohradu, který od r. 1924 žil v USA a během asi 50 let od konce 2. světové války pracoval pro několik amerických výrobců letadel. Všechna konstrukční řešení rotorů s reaktivním pohonem však vykazují vysokou hladinu hluku a vysokou spotřebu paliva. Z těchto důvodů se dosud žádné takové řešení v praxi neuplatnilo.

## Vrtulníky využívající rotorů s reaktivním pohonem

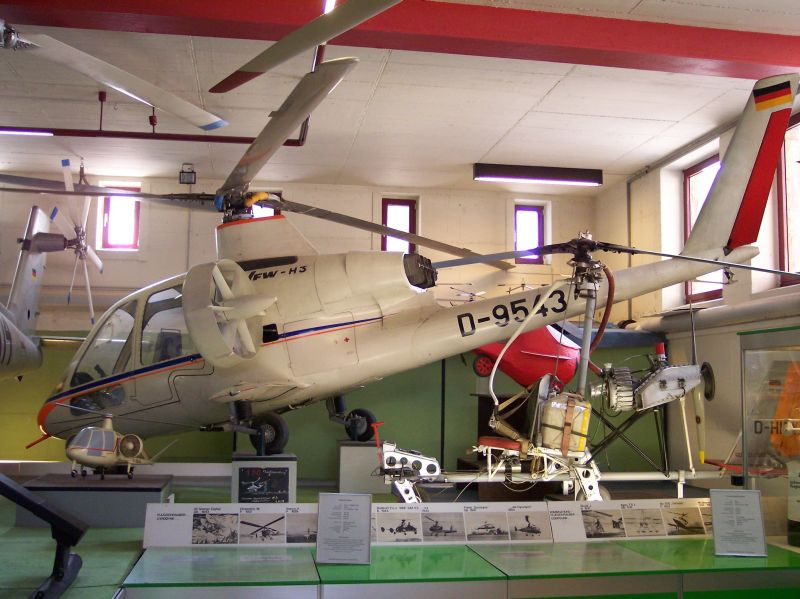
Fokker VFW H-3E Sprinter

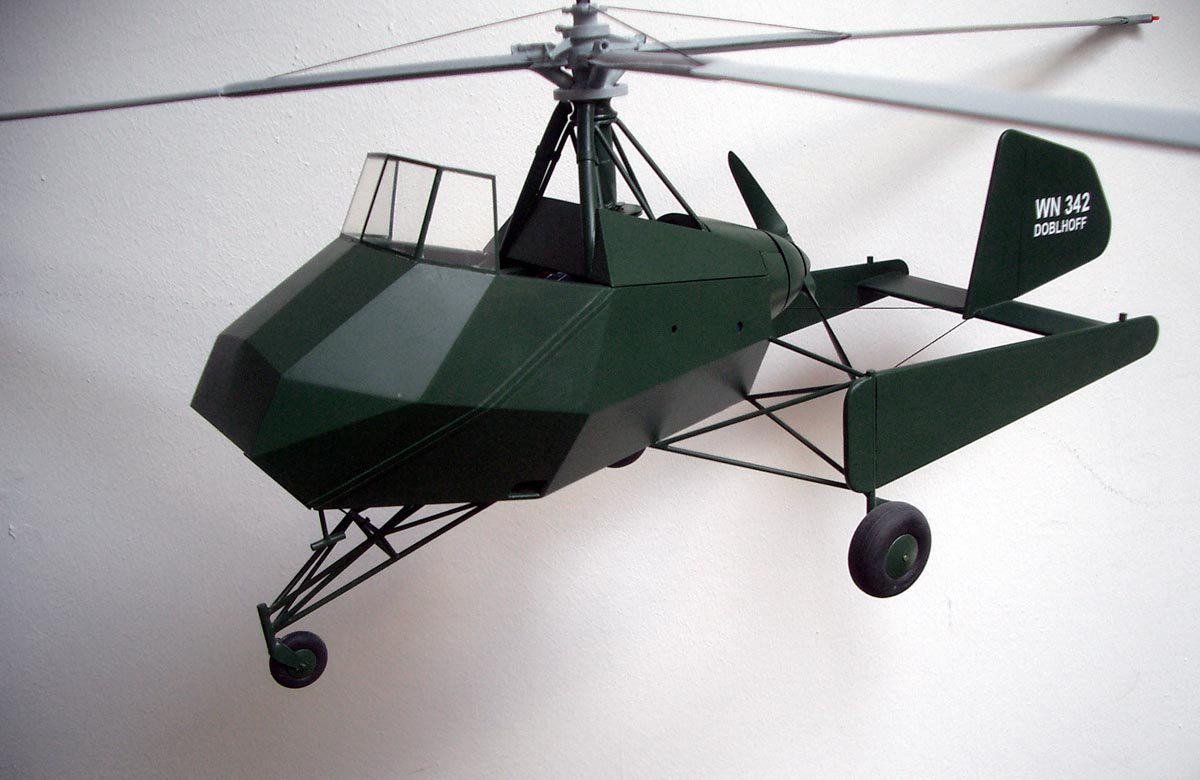
Doblhoff WNF 342 (model)

### Chladné koncové trysky
- Avimech Dragonfly DF-1 – americký vrtulník poháněný peroxidem vodíku.[11][12]
- Dornier Do 32 – německý vrtulník kategorie ultralehkých letadel (ultralight), poprvé vzletěl r. 1962. Byly vyrobeny 4 kusy.[13]
- Dornier Do 132 – projekt německého vrtulníku zastavený r. 1969.[14]
- Fiat 7002 – italský vrtulník, poprvé vzlétl r. 1961, vyroben 1 kus.[15]
- Percival P.74 – britský experimentální vrtulník připravený ke zkouškám r. 1956. Pro nízký výkon motoru nikdy nevzlétl a projekt byl zrušen.[16]
- Sud-Ouest Ariel – francouzský vrtulník poprvé vzletěl r. 1947, vyrobeny byly 3 prototypy.[17]
- Sud-Ouest Djinn – francouzský vrtulník poprvé vzletěl r. 1953, vyrobeno bylo 178 kusů.[18]
- VFW-Fokker H2 – německý experimentální vírník z r. 1968 odvozený z vírníku Bensen B-8 s rotorem používajícím reaktivní pohon při startu.[19]
- VFW-Fokker H3 – německý vrtulník ze začátku 70. let 20. století vybavený nosnou i tažnou vrtulí. Vyrobeny a zalétány byly 2 kusy.[20]

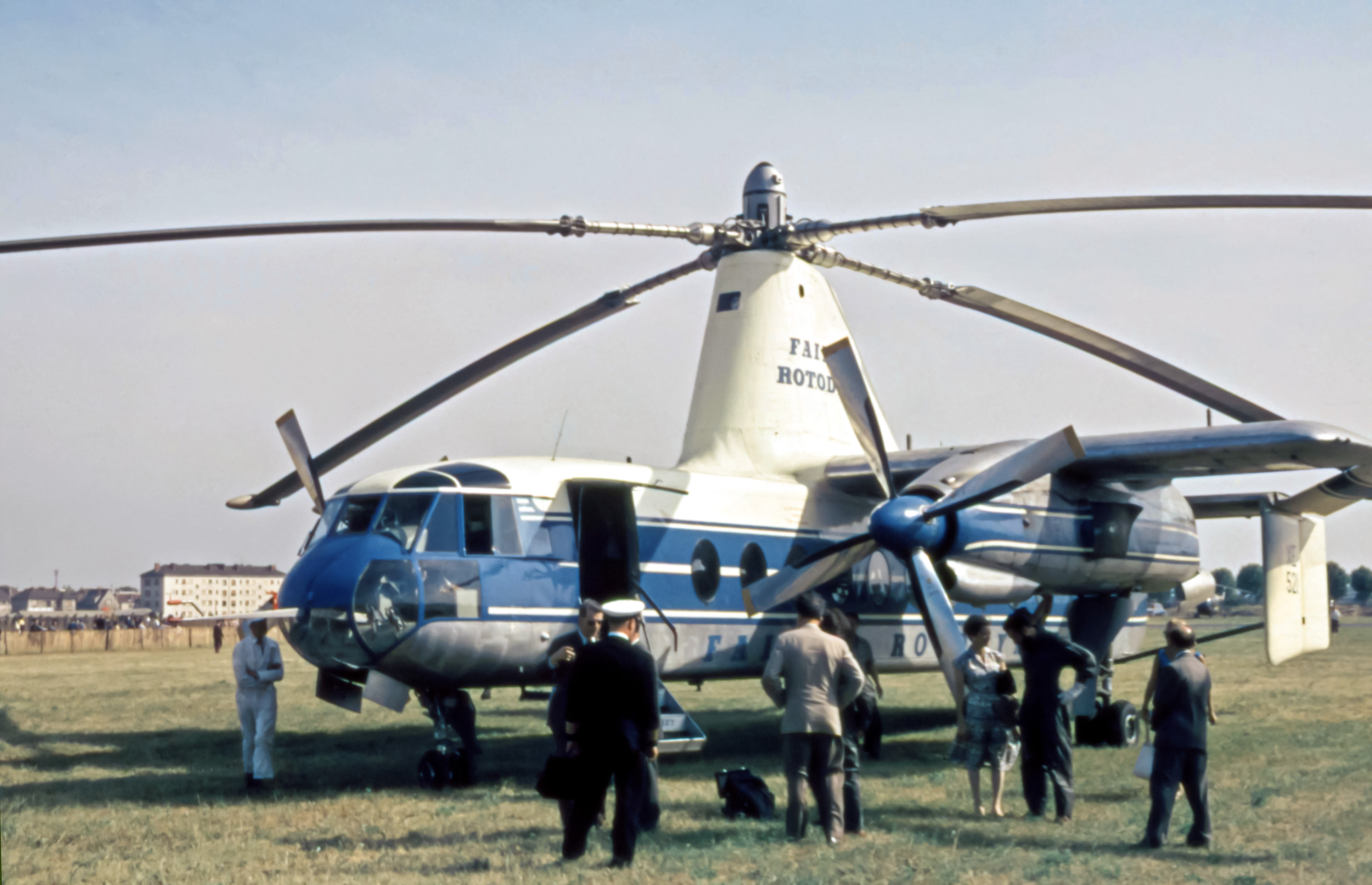
Fairey Rotodyne

### Horké koncové trysky
- Doblhoff WNF 342 – německý vrtulník z období 2. světové války.[8]
- Fairey Ultra-light Helicopter – britský vrtulník z r. 1955. Pro armádu byly vyrobeny 4 kusy, ale nízký zájem o tento typ vedl firmu Fairey k tomu, že se soustředila na projekt většího vrtulníku Rotodyne.[21]
- Fairey Jet Gyrodyne – britský experimentální vrtulník vybavený nosnou i tažnou vrtulí poskytující podklady pro projekt Fairey Rotodyne. Poprvé vzlétl r. 1954.[22]
- Fairey Rotodyne - britský vrtulník vybavený nosnou i tažnou vrtulí, navržený jako letadlo na krátké vzdálenosti pro 48 cestujících. Poprvé vzletěl r. 1957. Projekt byl zrušen pro nízký zájem potenciálních zákazníků, částečně i pro obavy z vysoké hlučnosti koncových trysek při provozu.[23]
- Hughes XH-17 – americký létající jeřáb měl největší rotor, jaký byl kdy na vrtulníku použit (průměr 41 m), projekt zrušen pro nízkou účinnost (dolet kolem 64 km).[24]
- McDonnell XV-1 – americký experimentální vrtulník vybavený nosnou i tažnou vrtulí, navržený jako konkurence pro Bell XV-1 se sklopným rotorem. Vzlétl r. 1954, ale projekt byl zrušen pro nedostatečné výhody ve srovnání s klasickými vrtulníky.[25]

### Náporové motory
- Hiller YH-32 Hornet – americký ultralehký vrtulník z r. 1950. „Proudový džíp“ měl dobrou nosnost, ale jinak úspěšný nebyl.[26]
- Mil V-7 – sovětský pokusný 4sedadlový vrtulník z 50. let 20. století s 2listým rotorem osazeným dvěma náporovými motory.[27]
- Focke-Wulf Fw Triebflügel - německá konstrukce přepadového vrtulníku z období 2. světové války - nebyl vyroben.[28]
- H-3 Kolibrie - ultralehký vrtulník z 50. let 20. století vyvinutý firmou Nederlandse Helikopter Industrie; bylo vyrobeno 11 kusů.[29]

### Pulzační motory
- American Helicopter XH-26 Jet Jeep - experimentální typ vrtulníku vyvinutý r. 1951 firmou American Helicopter Company podle požadavků armády a námořnictva USA. Byly vyrobeny 4 kusy.[30]

### Raketové motory
(Palivo a okysličovadlo se dodává do spalovacích komor na špičkách listů rotoru.)
- Rotary Rocket Roton ATV – projekt opakovaně použitelné jednostupňové kosmické lodi, vyvinuté v USA koncem 90. let 20. století. Přídavný rotor s reaktivním pohonem, umístěný na špici vertikálně orientované lodi, usnadňoval její start a přistání.[31]